# 长头光尾鲨
长头光尾鲨（学名：Apristurus longicephalus）为软骨鱼纲真鲨目猫鲨科光尾鲨属的鱼类。分布于日本高知以及南海、东海等海域。该物种的模式产地在日本高知。